# Rogas crassipalpus
Rogas crassipalpus är en stekelart som först beskrevs av Günther Enderlein 1912.  Rogas crassipalpus ingår i släktet Rogas och familjen bracksteklar. Inga underarter finns listade i Catalogue of Life.